# Biriwa
Biriwa è un villaggio del Ghana appartenente al distretto municipale di Mfantseman, nella Regione Centrale. Sito a 14 km a est di Cape Coast, lambito dalla strada per Accra (nel dicembre 2006 ancora in costruzione), è un porto peschereccio.
A Biriwa è attivo dal 2005 il Baobab Medical Center, nel quale operano anche medici italiani.